# Creteuchiloglanis kamengensis
Creteuchiloglanis kamengensis es una especie de peces de la familia Sisoridae en el orden de los Siluriformes.

## Distribución geográfica
Se encuentra en Arunachal Pradesh (India) y el Tíbet.